# غلام فاروق نظری
غلام فاروق نظری (زاده ۱۳۳۴ هرات) سیاستمدار افغانستانی و نماینده مردم ولایت هرات در دوره شانزدهم مجلس نمایندگان است. وی در مجلس شانزدهم نمایندگان افغانستان عضو کمیسیون اقتصاد ملی می‌باشد.

## زندگی
غلام فاروق نظری زادهٔ ۱۳۳۴ از ولسوالی ولایت هرات است. وی تحصیلات متوسطه خود را در لیسه/دبیرستان جامی هرات به اتمام رسانیده‌است. وی پس از آن در بخش تجارت مشغول به فعالیت بوده‌است.

## دیگر فعالیت‌ها
دیگر فعالیت‌های وی:
- رئیس اتحادیه صادرکنندگان.
- عضو هیئت مدیره اتاق‌های تجارت و صنایع.
- رئیس شرکت تجارتی فاروق نظری.
- مشاور ارشد اتاق‌های تجارت صنایع هرات.
- رئیس شرکت پشم شویی و نخ تابی نظری.